# Lyreskovskolen
Lyreskovskolen er en folkeskole beliggende i Bov lige nord for Bov Kirke (de) i Aabenraa Kommune, Danmark. Skolen tilbyder undervisning fra børnehaveklasse til 9. klasse og fungerer som en uddannelsesinstitution i lokalområdet.

## Historie
Lyreskovskolen blev etableret d. 21. august 2015 som et resultat af en sammenlægning af tre eksisterende skoler: Frøslev-Padborg Skole, Kruså Skole og Bov Skole. Formålet med sammenlægningen var at skabe en moderne og samlet skole med fokus på et trygt og varieret læringsmiljø for eleverne.
Arkitektfirmaet Arkitema vandt konkurrencen om at designe den nye skole, som blev opført med en firelænget struktur omkring et centralt skoletorv. Denne opbygning muliggører en naturlig opdeling af indskoling, mellemtrin og udskoling, hvilket understøtter skolens pædagogiske visioner. Udskolingen er placeret i den tidligere Bov Skole, der er blevet ombygget til et ungemiljø for de ældre elever.
I forbindelse med skolens etablering blev der også igangsat projekter for at forbedre elevernes trafiksikkerhed, herunder oprettelsen af cykellegebaner og sikre cykelruter til og fra skolen.